# Kannermadu, Gangawati
Kannermadu là một làng thuộc tehsil Gangawati, huyện Koppal, bang Karnataka, Ấn Độ.